# Sao Luis Challenger 1993
Il Sao Luis Challenger 1993 è stato un torneo di tennis facente parte della categoria ATP Challenger Series nell'ambito dell'ATP Challenger Series 1993. Il torneo si è giocato a São Luís in Brasile dal 15 al 21 novembre 1993 su campi in cemento.

## Vincitori

### Singolare
David Rikl ha battuto in finale  João Cunha e Silva con il punteggio di 7–5, 6–3

### Doppio
Otavio Della /  Marcelo Saliola hanno battuto in finale  Luiz Mattar /  Jaime Oncins con il punteggio di 6–7, 6–3, 7–6